# Пегматит
Пегматитите са вид интрузивни магмени скали, характерни с големия (по-големи от 2,5 см), а понякога гигантския размер на кристалите на скалообразуващите минерали.

## Генезис
Вторият етап на магмената кристализация е пегматитно-пневматолитният (от гръцки думата „пегма“ означава здрава връзка). Този етап обхваща интервала на температурата от 600 °C до 400 °C. След изкристализирането на главните скалообразуващи минерали и образуването на скалите се образува т.нар. магмен или пегматитов остатък, който съдържа значително количество K2O, SiO2 и Al2O3, а също така и газообразни вещества и редица елементи като B, Be, W, Mo, Li, F, Cl и др. Пегматитовият остатък притежава голям парен натиск и голяма подвижност и се вмъква по пукнатините на скалите. В резултат на неговото изкристализиране се образуват жилни скали – пегматити и аплити. Понякога се установяват закономерни („графични“) сраствания от фелдшпати с кварца – т.нар. „писмен гранит“(„графичен пегматит“). В гранитните пегматити се концентрират главно Ta, Nb, Sc, Y, U и Sn, а в нефелин-сиенитовите – предимно Zr и Th.
Поради голямото количество на летливи вещества, наречени минерализатори, пегматитите, за разлика от останалите магмени скали, са едрозърнести. Размерите на минералите в тях понякога са гигантски, например кварцовите кристали достигат до 5.5 m дължина и до 2.5 m в диаметър. Намерени са кристали от берил до 200 t и дълги до 6 m, а ортоклаз – до 100 t и с площ до 10 m2.
Пегматитите представляват източник за добив на мусковит, фелдшпатова суровина, топаз, кварц, берил, циркон, цинвалдит, апатит, редкоземни минерали и т.н. Според класификацията на В. М. Макагон и Б. М. Шмакин (1988) те се делят на: дълбочинни, образувани при налягане 5 – 8 kbar и са обогатени с U, редкоземни елементи, слюди. Вторият тип са образувани при налягане 2 – 5 kbar и са обогатени с редки метали; третият тип – близкоповърхностни (формирани при налягане 1 – 2 kbar) с минерали на ниобия и итрия.

## Разпространение
По-известни находища на пегматити са пегматитовите полета в Русия (Урал, Алтай, Карелия и Колски полуостров), Индия, Канада, САЩ (Калифорния), Бразилия, Замбия и Мадагаскар. В България са установени пегматитови жили в северозападните части на Рила планина със значителни концентрации на берил, смарагд, хризоберил и берилиев маргарит в десилицирани пегматити, пегматити в находище Пастра (Рила планина), установени са камерни пегматити с терциерна възраст в метаморфния комплекс на Централните Родопи в района северозападно от гр. Ардино, между с. Гълъбово и с.Латинка, в източната периферия на т.нар. Маданско-Давидковско подуване, на Витоша са описани пегматити с кварц, фелдшпати, слюда, амфибол, турмалин, титанит, апатит, епидот, зеолити и калцит а от рудните минерали се срещат молибденит и халкопирит.

## Галерия
- Пегматитова жила
- Пегматит с кварц, фелдшпат и турмалин
- Пегматити с турмалинови кристали (шерл)
- „Писмен гранит“
- Пегматитови интрузии